# ریا د سیمونه
ریا دِ سیمونه (ایتالیایی: Ria De Simone؛ ‏ ۶ ژوئن ۱۹۴۷ – ۱۰ نوامبر ۱۹۹۵) بازیگر و خواننده اهل ایتالیا بود. وی بین سال‌های ۱۹۶۱ تا ۱۹۹۵ میلادی فعالیت می‌کرد. او دانش‌آموختۀ آکادمی ملی هنرهای نمایشی سیلویو دامیکو بود و بیشتر در نقش زنی اغواگر در فیلم‌های سبک کمدی سکسی سبک ایتالیایی، پلیتسیوتسکی و ترسناک بازی می‌کرد.
از فیلم‌ها یا برنامه‌های تلویزیونی که وی در آن نقش داشته است، می‌توان به درمانگاه عشق، دختر اهل بولونیا، سوبروله… دختر اهل رومانیولا، از روی درماندگی، جولیا، سنبله، ثور، جدی، مردان مزدور، دانش‌آموز رفوزه به آقای مدیر چشمک زد، دختر دبیرستانی در کلاس رفوزه‌ها، عشاق و دیگر وابستگان، نخستین شیره زفاف، معلم مدرسه در خانه، همسر سفیدپوش… عاشق آتشین‌مزاج، معلم علوم تجربی، به‌خاطر عشق پوپیا و سکس با لبخند ۲ اشاره کرد.